# Festuca amblyodes
Festuca amblyodes är en gräsart som beskrevs av Lev Melkhisedekovich Kreczetowicz och Jevgenij Grigorjevitj Bobrov. Festuca amblyodes ingår i släktet svinglar, och familjen gräs. Inga underarter finns listade i Catalogue of Life.